# R-18-Literaturpreis von Frauen für Frauen
Der R-18-Literaturpreis von Frauen für Frauen (女による女のためのR-18文学賞, Onna ni yoru onna no tame no R-18 bungaku shō) ist ein japanischer Literaturpreis, der seit dem Jahr 2002 jährlich vom Verlag Shinchōsha vergeben wird. Der Preis ist auch unter der Kurzbezeichnung R-18文学賞 (R-18 bungaku shō) bekannt.

## Hintergrund und Zielsetzung
Der Preis wurde ins Leben gerufen, um neue literarische Stimmen von Frauen zu fördern. Teilnahmeberechtigt sind ausschließlich Autorinnen, und auch die Jurorinnen und Lektorinnen sind Frauen. Ursprünglich richtete sich der Preis gezielt an Werke, die sich mit Sexualität und Erotik aus weiblicher Sicht befassen.
Ab dem 11. Preisjahr wurde die thematische Ausrichtung auf die allgemeine „weibliche Sensibilität“ erweitert, da sich das Schreiben über Sexualität durch Frauen zunehmend etablierte. Seither sind auch andere Themen erlaubt, solange die subjektive Perspektive von Frauen im Mittelpunkt steht.
Seit der 14. Preisvergabe wird zusätzlich der Freundinnenpreis (友近賞, Tomochika-shō) vergeben, benannt nach der Komikerin und Jurorin Tomochika.

## Auswahlverfahren und Preisvergabe
Die Finalistinnen werden auf der offiziellen Website vorgestellt. Es gibt zwei Hauptauszeichnungen:
- Der Hauptpreis (大賞, Daishō) wird von der Jury bestimmt.
- Der Freundinnenpreis (ehemals Publikumspreis, 読者賞, Dokusha-shō) basiert auf einer Online-Abstimmung.

Neben dem Hauptpreis und dem Freundinnenpreis wird gelegentlich ein Anerkennungspreis (優秀賞, Yūshū-shō) verliehen. Dieser würdigt Texte, die zwar keinen Hauptpreis erhalten, aber als besonders gelungen oder stilistisch auffällig erachtet werden. Die ausgezeichneten Texte erscheinen regelmäßig in den Literaturzeitschriften Shōsetsu Shinchō und yom yom sowie als eigenständige Buchveröffentlichungen.

## Preisgeld und Sachpreis
Die Preisträgerinnen erhalten:
- 300’000 Yen für den Hauptpreis
- 100’000 Yen für den Freundinnenpreis
- Zusätzlich einen Gesundheitsmonitor mit Körperfettwaage als Sachpreis

## Preisträgerinnen (2002–2025)
Die folgende Tabelle listet die Hauptpreisträgerinnen des R-18-Literaturpreises mit Titel in Originalsprache, Umschrift und deutscher Übersetzung. Quelle:
| Jahr | Autorin          | Titel                    |                               | Titel (Deutsch)                           |
| ---- | ---------------- | ------------------------ | ----------------------------- | ----------------------------------------- |
| 2002 | Hinata Yomogi    | マゼンタ100              | Mazenta 100                   | Magenta 100                               |
| 2003 | kein Hauptpreis  | –                        | –                             | –                                         |
| 2004 | Yoshikawa Toriko | ねむりひめ               | Nemurihime                    | Dornröschen                               |
| 2005 | Minami Ayako     | 夏がおわる               | Natsu ga owaru                | Der Sommer geht zu Ende                   |
| 2006 | Miyaki Ayako     | 花宵道中                 | Hanayoi Dōchū                 | Blumennacht unterwegs                     |
| 2007 | kein Hauptpreis  | –                        | –                             | –                                         |
| 2008 | Hiruta Asako     | 自縄自縛の二乗           | Jijōjibaku no Nijō            | Selbstfesselung im Quadrat                |
| 2009 | Kubo Misumi      | ミクマリ                 | Mikumari                      | Mikumari                                  |
| 2010 | kein Hauptpreis  | –                        | –                             | –                                         |
| 2011 | Tanaka Chōko     | べしみ                   | Beshimi                       | Beshimi                                   |
| 2012 | Fukasawa Ushio   | 金江のおばさん           | Kanae no obasan               | Tante Kanae                               |
| 2013 | Asaka Shiki      | マンガ肉と僕             | Manga niku to boku            | Manga-Fleisch und ich                     |
| 2014 | Nakamura Kazuki  | とべない蝶々             | Tobenai chōchō                | Der Schmetterling, der nicht fliegen kann |
| 2015 | Akiyoshi Atsuki  | 明け方の家               | Akegata no ie                 | Haus im Morgengrauen                      |
| 2016 | Machida Sonoko   | カメルーンの青い魚       | Kamerūn no aoi sakana         | Der blaue Fisch aus Kamerun               |
| 2017 | Shirao Yū        | アクロス・ザ・ユニバース | Akurosu za Yunibāsu           | Across the Universe                       |
| 2018 | Shimizu Yūki     | 手さぐりの呼吸           | Tesaguri no kokyū             | Tastender Atem                            |
| 2019 | Tsukibuki Yūka   | 赤い星々は沈まない       | Akai hoshiboshi wa shizumanai | Die roten Sterne gehen nicht unter        |
| 2020 | Aki Hinoko       | 何言ってんだ、今ごろ     | Nani itten da, imagoro        | Was redest du denn jetzt                  |
| 2021 | Miyajima Mina    | ありがとう西武大津店     | Arigatō Seibu Ōtsu-ten        | Danke, Seibu Ōtsu-Filiale                 |
| 2022 | Uemura Yūka      | 救われてんじゃねえよ     | Sukuwareten ja nē yo          | Tu nicht so, als wärst du gerettet        |
| 2023 | Nakatani Miore   | 鬼灯の節句               | Hōzuki no sekku               | Das Fest der Lampionfrucht                |
| 2024 | Hirose Ringo     | 息子の自立               | Musuko no jiritsu             | Die Selbstständigkeit des Sohnes          |
| 2025 | Saitō Jiji       | 笑顔は業務に含みません   | Egao wa gyōmu ni fukumimasen  | Lächeln ist nicht Teil der Arbeit         |